# Fernando Hidalgo
Fernando Hidalgo (Latacunga, 20 de maio de 1985) é um futebolista equatoriano que atua como volante. Atualmente está no Aucas do Equador.